# Delphine de Sabran
Pour les articles homonymes, voir Sabran.
Delphine de Sabran (1283 – 1360), née à Puimichel, dans les Alpes provençales, était la fille de Guillaume de Signes et de Delphine de Barras. Son père, hors mariage, avait eu deux autres filles, Sibylle et Alayette.

## Biographie

### Adolescence
Orpheline dès l’âge de sept ans, Delphine entra à l’abbaye de Sainte-Catherine de Sorps, qui eut son apogée entre 1255 et 1437. Elle était située à Bauduen, à la sortie des gorges du Verdon. La famille de Sabran possédait un château à Baudinard, proche de l'abbaye. Puis son éducation fut confiée à sa parente la moniale Sibylle de Puget qui lui donna le dégoût du mariage et une totale répulsion face à la maternité en lui lisant les différentes vies des saints et des saintes « vierges »,.

### La noble béguine
Aussi ce fut elle qui, en 1299, imposa à son jeune époux Elzéar de Sabran le mariage virginal. Cette notion incongrue fit même écrire à un de leurs thuriféraires Surius, auteur de leurs Vies occitanes : « En vérité ces choses là sont plus à admirer qu’à imiter ». De nos jours, Paul Amargier, dans l’étude qu’il leur a consacrée, en se basant sur les textes d’époque, a pu constater que ce fut « un exploit qui, tout au long de la première moitié du XIVe siècle, plongea la Provence dans une stupéfaction admirative ».
Veuve en 1323, Delphine continua à vivre à la cour de Naples où pendant dix-sept ans elle fut la confidente de la reine Sancia, la seconde épouse de Robert d’Anjou, qui depuis 1319 s’était vouée en intention à la vie monastique. Durant toute cette période les deux femmes furent sous l’influence des franciscains spirituels, en particulier de Philippe de Majorque, le propre frère de la reine. À sa demande, Delphine prononça, en 1331, ses vœux de pauvreté. Pour réaliser sa promesse elle dut vendre les seigneuries et le patrimoine foncier que lui avait légué, en 1317, son époux dans son « testament de Toulon ». Ces biens avaient été rachetés par le frère cadet d’Elzéar, Guillaume de Sabran. La famille, qui gardait avec Louis le comté d'Ariano, dut s’endetter pour reconstituer son patrimoine. Elzéar, le fils de Guillaume, une génération après devait encore rembourser difficilement les prêts consentis à sa famille par les Bodoqui et les Esquirolis.
Elle ne revint en Provence qu’un an après la mort du roi Robert, en 1344, quand la reine Sancia désignée par son époux, sur son lit de mort, comme régente du royaume en attendant les vingt-cinq ans de majorité de la reine Jeanne, marqua l’anniversaire de ce décès, le 20 janvier, en trahissant son engagement et en entrant à Santa-Croce, dont on disait que c’était le couvent des enterrées vives (sepolte vive). Elle s’y éteignit un an plus tard.

### Mendiante et recluse
Cette même année 1345, Delphine se fixa à Apt, et bien qu’atteinte d’hydropisie, elle y continua « les exercices de mendicité publique » qu’elle avait commencé à Naples. Son attitude choqua. Beaucoup d’Aptésiens considérant cette mendicité comme une « démarche artificielle et ostentatoire », on la traita de « béguine rassotée ». Après sa mort, on rapporta même la réflexion de deux (vrais) mendiants sur le parvis de la cathédrale d’Apt : « Vise-moi cette vieille au gros ventre qui mendie. À elle on donne deux bons pains, alors qu’à nous on donnera des clopinettes ». Mais son attitude lors de la peste noire de 1348 lui valut tous les suffrages.
Peu après, en 1350, la comtesse allait accomplir son dernier acte de dame noble. Elle s’en fut, à Cavaillon, réconcilier ses deux cousins des Baux et d’Agoult. Raymond 1er  d’Agoult, comte de Sault, venait en effet de succéder comme sénéchal de Provence à Hugues des Baux, comte d’Avellino, et ce passage de pouvoir avait été source de conflit. Elle était déjà devenue aux yeux de tous la sainte comtesse et la dispensatrice de consolation. Cinq ans plus tard, elle se retira, près de Cabrières-d'Aigues, à Roubians, le pays natal d’Elzéar. La chronique dit qu’elle distribua alors aux femmes du village ses vêtements de vair et de violet. Puis elle se cloîtra pendant un an dans un reclusoir jouxtant la chapelle de Saint-Jean de Roubians. Seule une lucarne lui permettait de communiquer et une autre de recevoir sa pitance (10). Ce fut sans doute dans sa cellule que se place l’épisode de la vision prémonitoire de la mort du comte de Sault, qui décéda effectivement en 1355.

### Consolatrice des affligés
De retour à Apt, la recluse s’installa dans un pauvre oustaou, près du Calavon. Elle prit alors comme confesseur un jeune cordelier du nom d’André Durand qui allait tomber dans la séduction fascinante (ce sont ses propres termes) qu’elle exerçait sur son entourage. Grâce à lui nous savons qu’elle se vêtait de bure grossière et qu’elle continuait à quêter de porte en porte. La comtesse se flagellait régulièrement avec une discipline et était sujette à des crises continuelles de larmes. Pour se mortifier, elle lavait les pieds de ses servantes et baisait ceux des lépreux, à l’exemple de son époux.
Le cordelier nous a aussi appris qu’elle prêchait et réunissait autour d’elle « un groupe de vierges et de veuves continentes » et avec elles la comtesse « prenait plaisir à parler de la conservation de la virginité ». Le mépris du corps était chez elle une obsession puisqu’elle confessa un jour « Je suis une viande destinée aux vers, un réceptacle d’iniquités et de péchés ».
Le groupe de filles et de veuves qui l’entourait finit par partager toutes ses journées. Le matin était consacré à la messe et aux oraisons, l'après-midi l'étant aux visites, aux travaux de couture ou au ménage. Et la comtesse força l’admiration de ses servantes en participant avec elles à ces taches. Son entourage béguinal commençait à parler de ses miracles et à répandre vers l’extérieur les reliques de la comtesse. Ses linges, ses cheveux, ses eaux d’ablution et ses fioles de larmes étaient considérés comme de véritables talismans aux vertus thaumaturgiques.

### Un dossier «qui sentait le fagot»
Le milieu des franciscains « spirituels » qui l’entourait participa largement à la création de sa légende dorée. Il avait, en particulier, bien soin de rappeler « qu’elle avait toujours demandé de ne pas fréquenter ceux qui disaient du mal du pape Jean XXII ». Précaution élémentaire pour ces religieux qui, après sa mort, à Apt, le jeudi 26 novembre 1360, présentèrent immédiatement une demande de canonisation. Mais celle-ci n’eut jamais lieu. On enterra même la requête, car selon la formule d’André Vauchez, le dossier sentait le fagot.
Pourtant sa virginité et sa pauvreté avaient fait l’admiration du cardinal Anglic de Grimoard, vicaire général d’Avignon et cousin de son époux, ainsi que celle du patriarche de Jérusalem, Philippe de Cabassolle, l’évêque de Cavaillon, qui avait connu Delphine quand il avait été Chancelier du royaume de Naples. Ce prélat, ami et protecteur de Pétrarque, devait garder en mémoire l'affirmation du Docteur Angélique Thomas d’Aquin qui dans sa Somme Théologique  expliquait : « Le mariage où les époux gardent une  continence parfaite n’en est que plus saint ».
Mais ce ne fut point l'avis de tous les Auditeurs du Tribunal de la Rote qui depuis le pontificat de Jean XXII s’occupait des cas de canonisation. Ils virent derrière les déviances spirituelles de la comtesse mendiante une possible influence cathare. Et puis, peut être un seul saint était-il suffisant dans ce couple ? Pourtant, entre 1372 et 1376, Louis d'Anjou, futur comte de Provence et frère du roi Charles V, décida de financer de ses propres deniers les frais de procès en canonisation. Il fit instruire celui de son beau-père Charles de Blois, du défunt pape Urbain V et de la « femme de saint Elzéar, comte d’Ariano ». Ce fut, à nouveau, un échec.
Ce n’était pas pour satisfaire le bon peuple, toujours admiratif pour ce qu’il ne veut – ou ne peut – pas faire et qui réunit encore les deux époux virginaux sous le vocable de saint Elzéar et sainte Delphine.